# Ohat-erdő

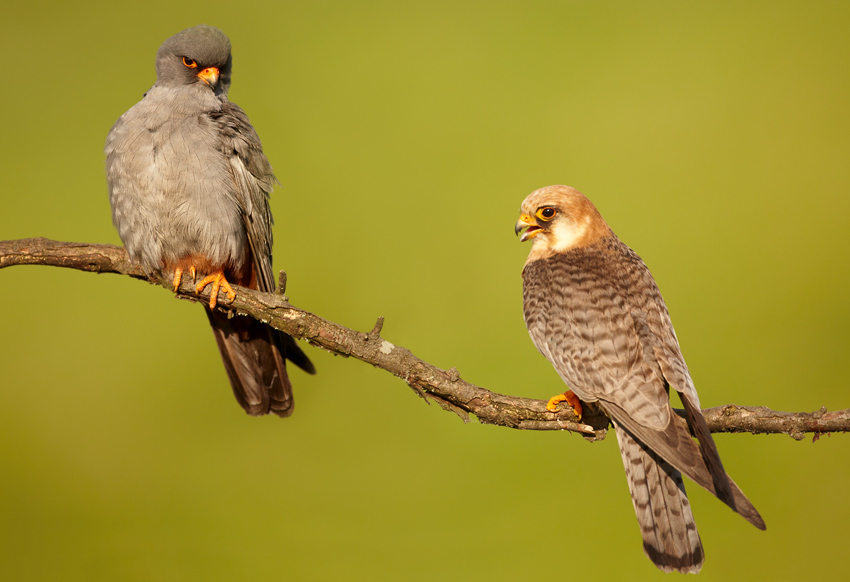
Kékvércsepár, az Ohat-erdő egykori lakói

Az Ohat-erdő A Hortobágyi Nemzeti Park törzs területéhez tartozó szigorúan védett, látogatók elől elzárt terület. Hajdú-Bihar vármegyében található. Az erdő területe 204 hektár és 1973-tól védett csak engedéllyel és kísérővel látogatható.

## Története

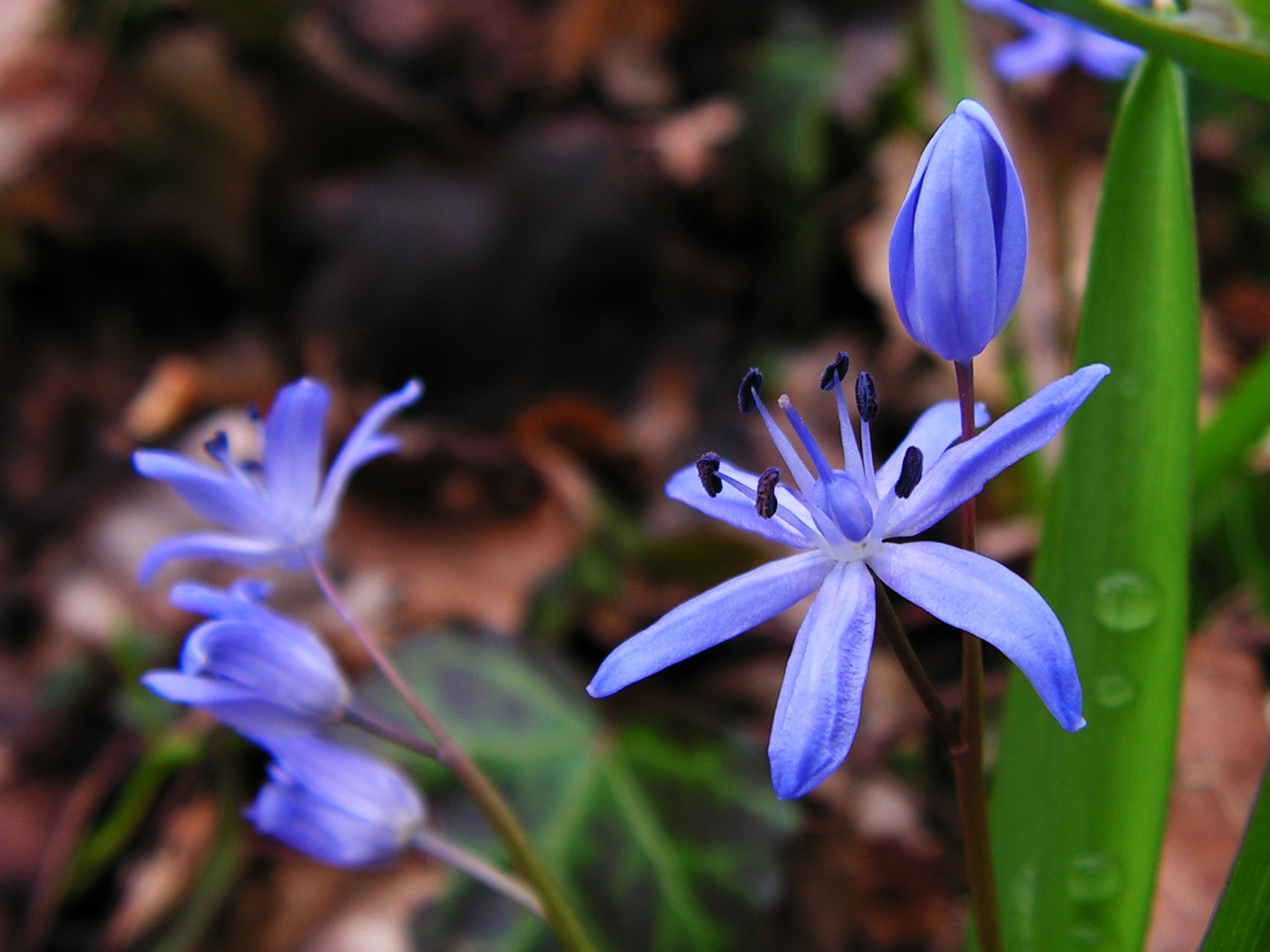
Tavaszi csillagvirág (Scilla bifolia)

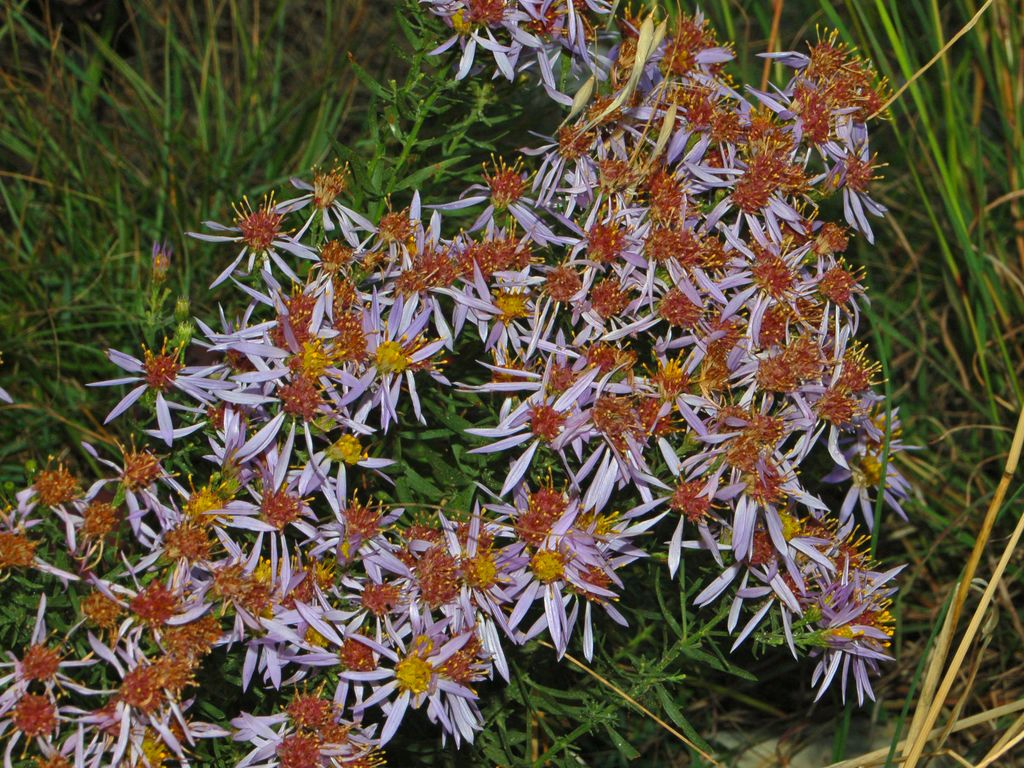
Réti őszirózsa (Aster sedifolius L.)

Az Ohat-erdő az Alföldi folyók árterületének peremén egykor húzódó sziki erdőssztyepp-tölgyesek egyik utolsó képviselője, melynek felső lombkoronaszintjét tölgyfajok, az alsót tatárjuhar, mezei juhar és szil alkotja. 
Területét egykor Debrecen városa vásárolta meg "450 aranyforint, egy skarlátszín szőnyeg és két levél skófium" - azaz arany vagy ezüst hímzőfonal árán. Az erdő nagy részét azonban 1825-ben kiirtották. Fáját a hortobágyi kilenclyukú híd tégláinak kiégetéséhez használták fel.
Az erdő egykori névadóját egy Uhot nevet viselő kun katonát még Anonymus említette Gesta Hungarorum című művében, mely szerint Uhot a dorogmai révnél kelt át a Tiszán, és Árpád fejedelem nagy darab földet adott neki a környéken.
Az Ohat erdőt nevezik újabban Kékvércsék erdeje néven is a Homoki Nagy István 1953-ban itt forgatott filmjének címe után. A "Kékvércsék erdeje" cím akkoriban bizonyosan illett is rá, de - talán éppen a film hatásaként - és a turisták gyakori látogatási miatt a Kék vércsék időközben elköltöztek innen.
Az erdő védettsége azonban a kék vércsék távozása után is indokolt maradt, mivel a "maradványerdő" - mely nagyságát tekintve gyalog is könnyűszerrel körülsétálható - gazdag növény- és állatvilággal rendelkezik.

## Növényvilága
Az erdő kocsányos tölgy-kőris-szil liget maradványainak gazdag növényvilágából említést érdemel az agárkosbor, törpemandula. Tavasszal az odvas keltike, tavaszi csillagvirág borítja a fák alját. A ritkás lombok alatt virít a magyar zergevirág és megtalálható itt a méreggyilok is.
és a fátyolos nőszirom, a tisztásokat pedig a sziki kocsord, réti őszirózsa díszíti. Az erdős részek mellett nádas, mocsaras foltok, sziki magas kórós tisztások találhatók.

## Állatvilága

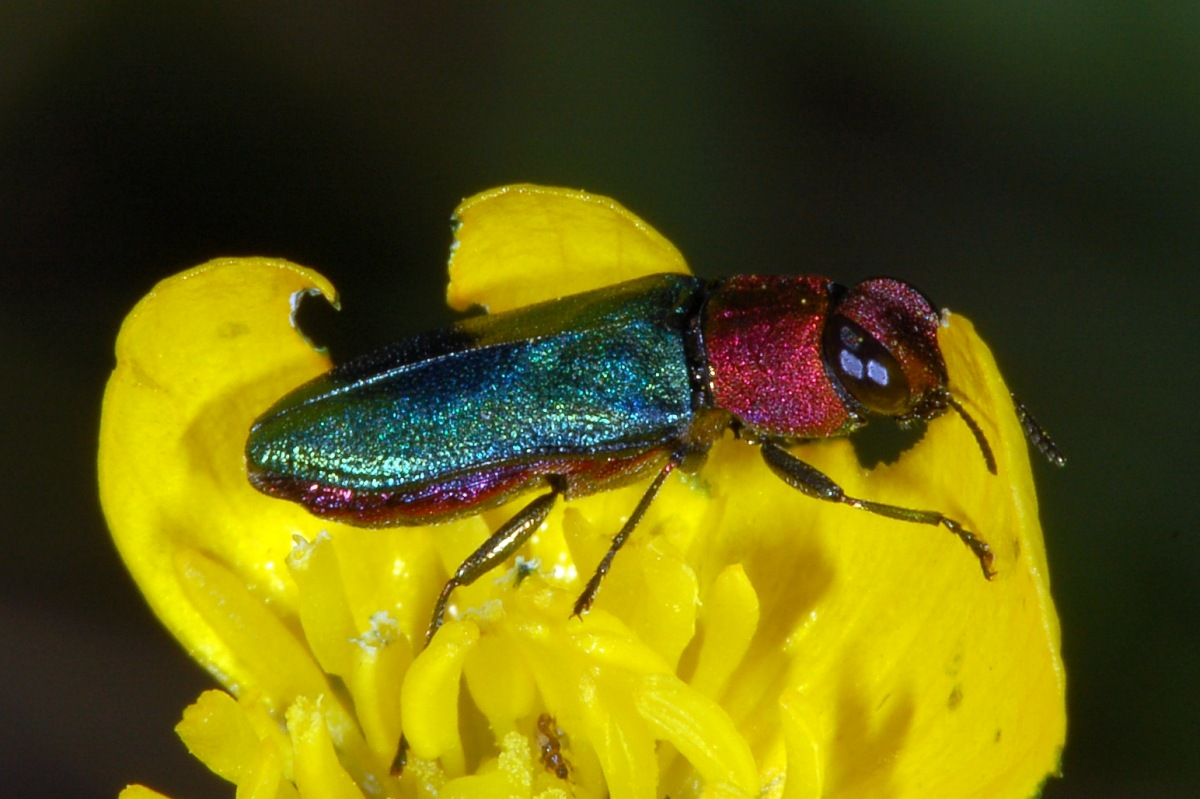
Anthaxia nitidula, egy az Ohati erdőben előforduló díszbogárfélék közül

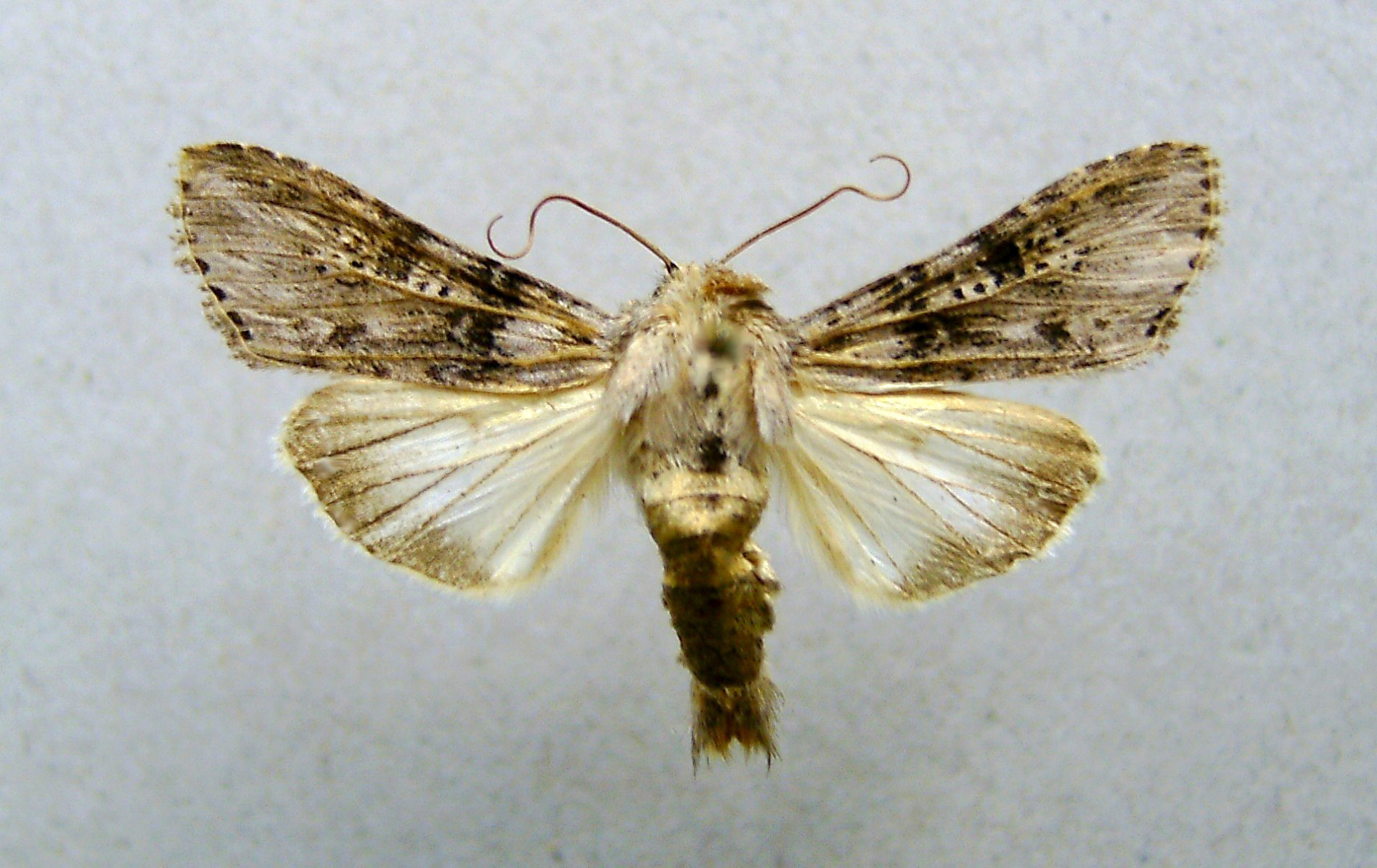
Csuklyásbagoly lepke (Cucullia absinthii)

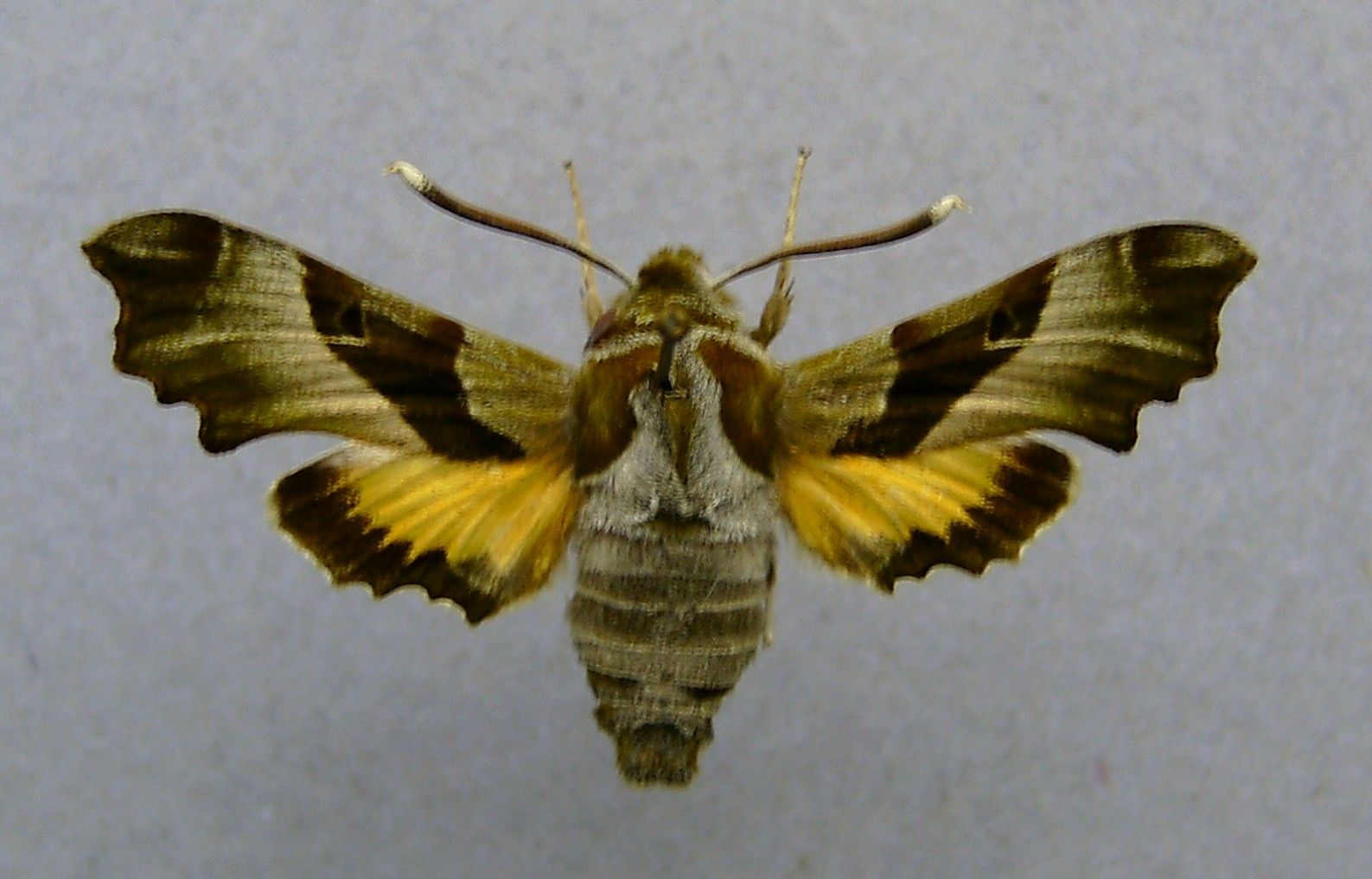
Törpeszender-lepke (Proserpinus proserpina)

Az erdő egykor a Kék vércsék erdeje volt, de mióta a szürke varjak eltűntek innen, vagy talán éppen a nagyobb látogatottság miatt a Kék vércsék is elköltöztek innen. Mivel maga az erdő kis területre terjed ki, nagyobb állatfajok nem jellemzők itt. De megtalálható itt az erdei sikló, erdei fülesbagoly is.
Az erdő dús cserjeszintjében azonban nagyszámú rovarfaj él, mint például a mezei futrinka, ragyás futrinka stb.), számos díszbogár: Anthaxia nitidula, Agrilus pannonicus, Agrilus obscuricollis, valamint levél- és ormányosbogárfaj. 
A helyben elkorhadó kidőlt fák is gazdag életfeltételeket teremtenek sok fajnak, köztük többféle védett cincérfaj is előfordul, így a nagy hőscincér, a sápadt éjcincér, az élénkvörös, fekete foltos szárnyfedőjű vércincér, valamint a feltűnő, hatalmas termetű aranyos-zöld pompás virágbogár.
A magas kórós erdőtisztások védett lakója a lesből ragadozó imádkozó sáska, a lepkefajok közül a nagy termetű ernyősvirágzatúakon fejlődő fecskefarkú lepke, a sziki kocsordon élő nagy szikibagoly, számos csuklyásbagoly (Cucullia-faj) és a törpeszender. Előfordul itt az Alföldön egyáltalán nem, vagy csak egyes peremvidékeken előforduló; fakó gyöngyházlepke, a nagy termetű, csökevényes szárnyú fogasfarkú szöcske, a tundrasáska és aranyos sáska sáskafajok. Nyáron tömegesen láthatjuk az itt vadászgató, villámgyors röptű, termetesebb szitakötőfajok, mint az óriás szitakötő, tavi szitakötő, nádi acsa is.
Az Ohati-erdő egyes részein gyakran tömeges a tar-rágást okozó kártevőként is fellépő gyapjaspille. De előfordulnak itt eltűnő, élénk színű hátsó szárnyú, nagy termetű lepkék az úgynevezett övesbagolylepkék (Catocala-fajok) is. A tavaszi fésűsbagly, Dichonia convergens, Apamea remisa, a pergamen-púposszövő, szilfa-púposszövő, stb.
A sokféle lepke lombfogyasztó hernyója egész sor ragadozó bogár; így a kis bábrabló, négypettyes dögbogár és parazitoid életmódú fürkészdarázs (Ichneumonidae: Ophioninae), fürkészlégy (Tachinidae) faj táplálékát biztosítja.
Számos gubacsdarázs is tölgyekre specializált, ezen belül is az egyes nemzedékek a tölgy meghatározott részein képezik jellegzetes alakú gubacsaikat. Mint szigorúan a kocsányos tölgyhöz kötött fajként ismert a hatalmas méretű rügygubacsokat létrehozó nagy magyar gubacsdarázs, magyar gubacsdarázs. Különösen gyakori az erdőszéli és a legelőkön magánosan álló idősebb fákon.

## Galéria

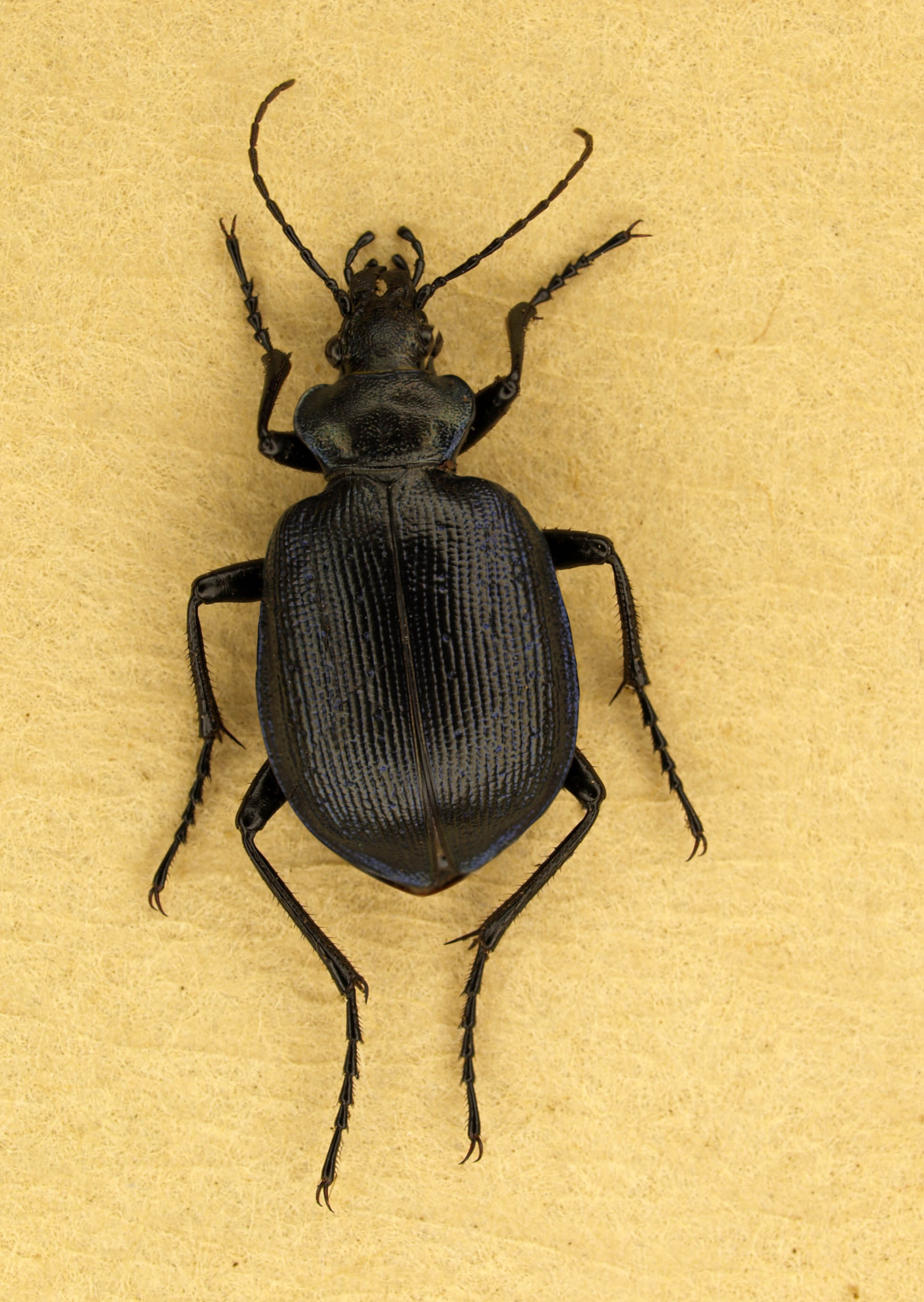
Kis bábrabló (Calosoma inquisitor)
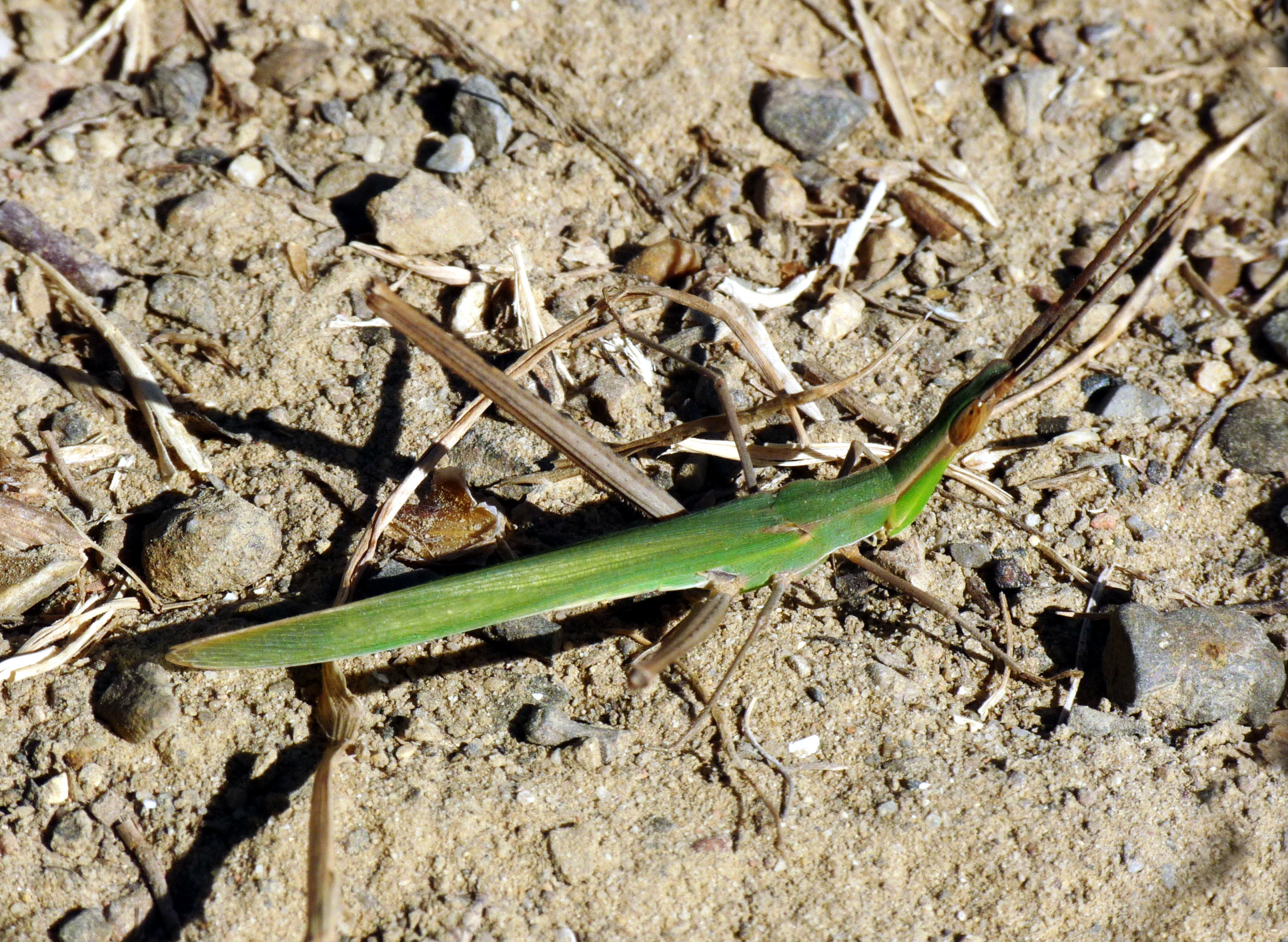
Sisakos sáska (Acrida ungarica)
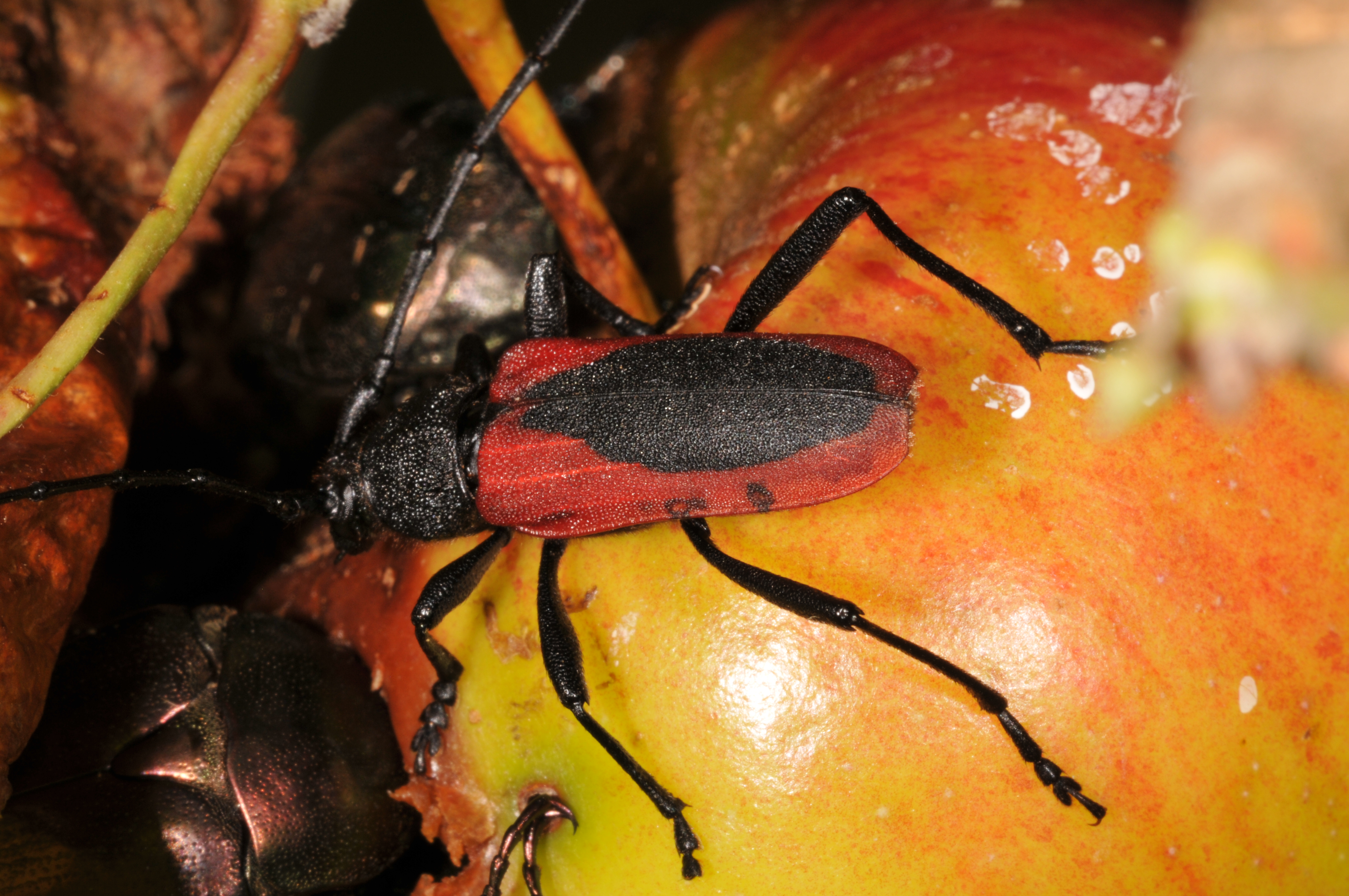
Vércincér (Purpuricenus kaehleri)
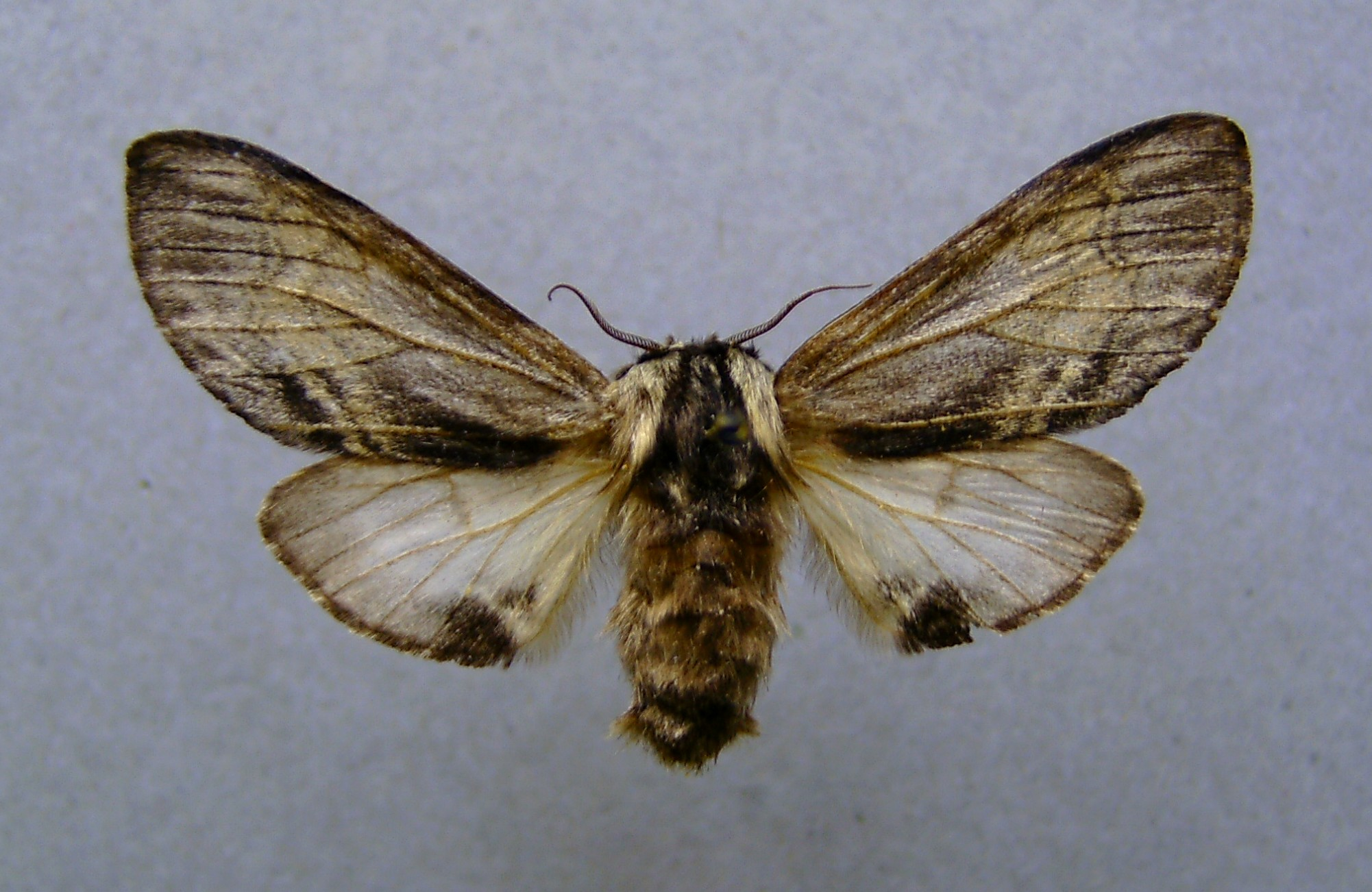
Pergamen púposszövő (Harpyia milhauseri)
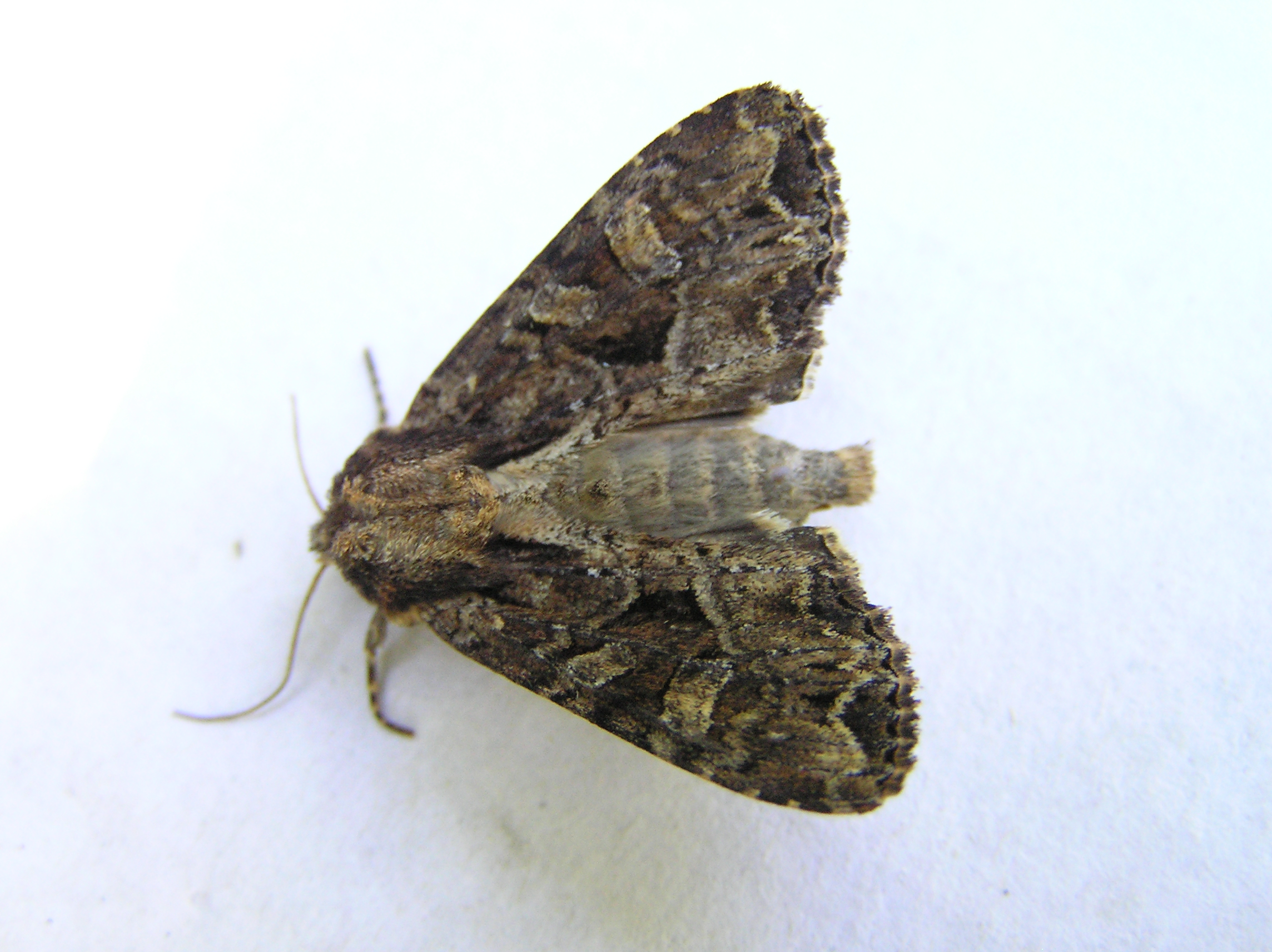
(Apamea remisa)
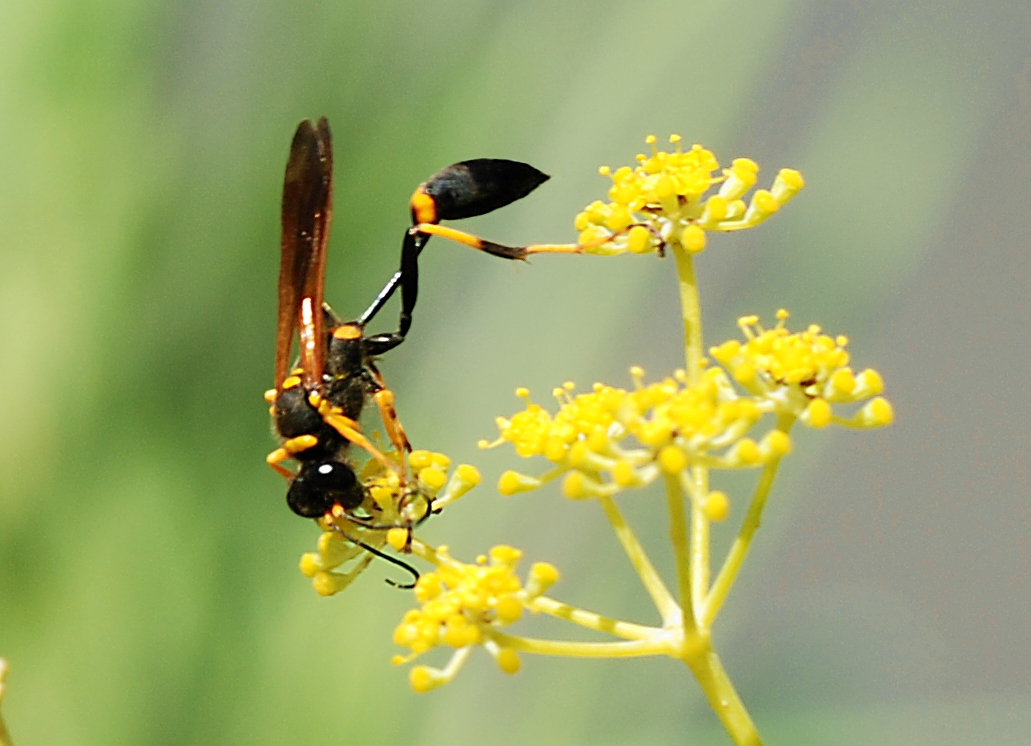
Fürkészdarázs (Sceliphron destillatorium)